# Dollar cost averaging
Dollar cost averaging (es podria traduir com cost mitjà d'adquisició), DCA en anglès, és una estratègia d'inversió econòmica utilitzada per tal de reduir l'impacte de la volatilitat en la compra de productes als mercats financers tals com les accions. Mitjançant el fraccionament de la quantitat a invertir en parts iguals i en intervals regulars, la DCA redueix el risc d'incórrer en pèrdues substancials en comparació a invertir-ho tot d'una sola vegada.